# Opopaea botswana
Opopaea botswana là một loài nhện trong họ Oonopidae.
Loài này thuộc chi Opopaea. Opopaea botswana được miêu tả năm 2008 bởi Michael Saaristo & Marusik.